# Hololepta depressa
Hololepta depressa – gatunek chrząszcza z rodziny gnilikowatych i podrodziny Histerinae.
Chrząszcz o ciele długości od 5,7 do 7 mm. Jego płatek przedpiersia ma przednią krawędź słabo obrzeżoną, a jego pygidium jest grubo punktowane i pokryte gęstym owłosieniem.
Gatunek znany z Korei, Japonii i Tajwanu.